# Zarra (gmina)
Zarra – gmina w Hiszpanii, w prowincji Walencja, we wspólnocie autonomicznej Walencja, o powierzchni 49,72 km². W 2011 roku liczyła 548 mieszkańców.